# Unterargenstein
Unterargenstein este o arie protejată (arie specială de conservare — SAC, sit de importanță comunitară — SCI) din Austria întinsă pe o suprafață de 68,69 ha, integral pe uscat.

## Localizare
Centrul sitului Unterargenstein este situat la coordonatele 47°20′01″N 9°57′18″E / 47.3337°N 9.955°E.

## Înființare
Situl Unterargenstein a fost declarat sit de importanță comunitară în decembrie 2015 pentru a proteja 2 specii de plante și 1 specie de animale. Situl a fost protejat și ca arie specială de conservare în mai 2022.

## Biodiversitate
Situată în ecoregiunea alpină, aria protejată conține 3 habitate naturale: Grohotișuri calcaroase și de șisturi calcaroase de la nivelul montan până la nivelul alpin (Thlaspietea rotundifolii), Pante stâncoase calcaroase cu vegetație casmofită, Păduri pe pante, grohotișuri și ravene de Tilio-Acerion.
La baza desemnării sitului se află mai multe specii protejate:
- plante (2): Buxbaumia viridis, mușchi (Dicranum viride)
- păsări (1): acvilă de munte (Aquila chrysaetos)

Pe lângă speciile protejate, pe teritoriul sitului au mai fost identificate 1 specie de plante.